# 布勒布综合症

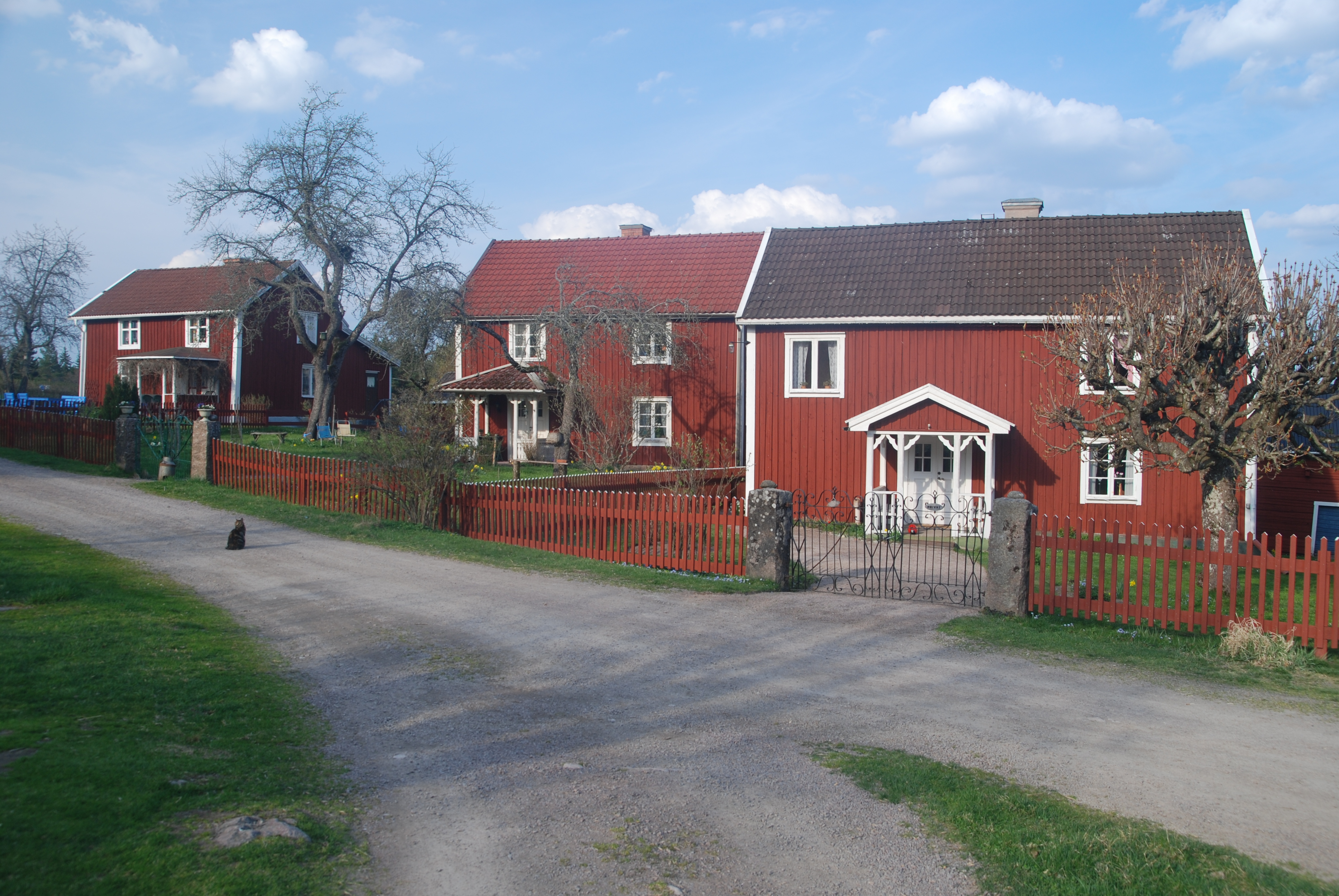
塞维德斯托普的房屋，靠近 維默比、卡爾馬省、瑞典，布勒布的模型和电影拍摄地。

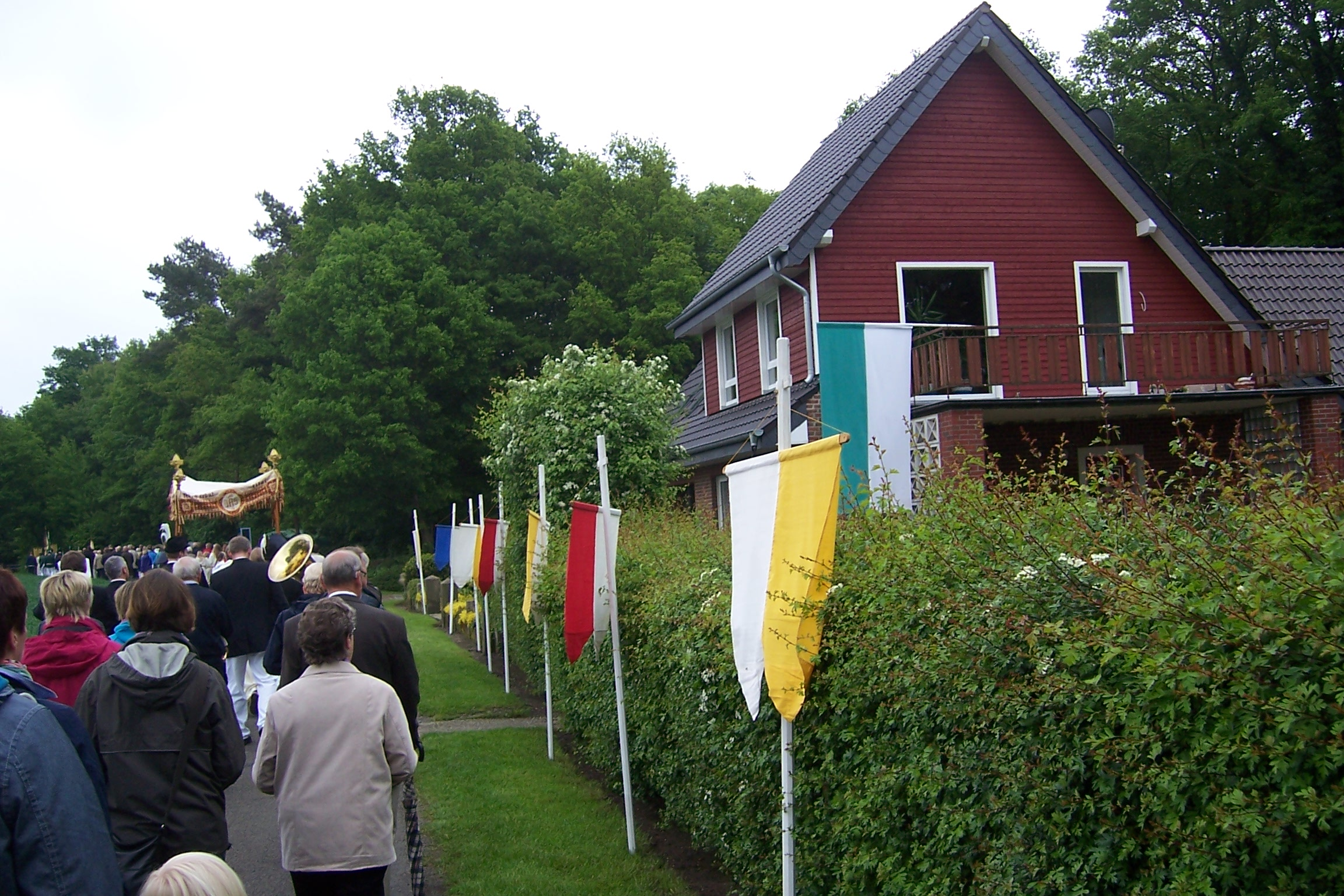
Schwedenhaus（瑞典房屋）漆成法魯紅（奧赫特魯普、北萊茵-西發里亞、德國）。

布勒布综合症（德语：Bullerbü-Syndrom）是指欧洲的德语国家和地区的一些人对瑞典過於理想化。该综合症症状包括对瑞典持有刻板印象化的美好联想，比如瑞典的木房屋、清澈的湖泊、绿树林、麋鹿、金发的瑞典人、快乐幸福的生活以及仲夏时的阳光。布勒布一词源自阿斯特麗德·林格倫所著的丛书《六个布勒布孩子》，书中故事发生在瑞典乡村地区的一座名为布勒布的村庄。

## 外部連結
维基共享资源上的相關多媒體資源：布勒布综合症